# Mayzee Davies
Mayzee Davies (Bodelwyddan, 25 augustus 2006) is een voetbalspeelster uit Wales. Ze speelt als verdediger voor Manchester City in de Super League.

## Clubcarrière
Davies groeide op in Wales en speelde vanaf zevenjarige leeftijd voor Flint Town United FC en Llandudno alvorens ze vanaf negenjarige leeftijd in de jeugdopleiding van Everton FC terechtkwam. Het daaropvolgende seizoen maakte ze de stap naar Manchester City, waar ze vijf seizoenen spendeerde. In 2022 werd ze onderdeel van het onder 18 team van Manchester United.
Davies stapte in 2022 over naar stadsgenoot Manchester United. Ze maakte voor het eerst onderdeel uit van de hoofdmacht tijdens een trainingskamp in Malta tijdens een trainingskamp in de winterstop in januari 2024. Tijdens het trainingskamp speelde ze in de eerste helft van een vriendschappelijke 2-1 overwinning op PSV.
Een maand eerder was Davies kortstondig een verhuurovereenkomst aan gegaan bij AFC Fylde actief in de National League. Ze kwam tweemaal in actie voor de club, waaronder in de kwartfinales van de League Cup. Op 10 maart 2024 volgde een nieuwe verhuurbeurt aan Liverpool Feds, waarvoor ze vijf keer in actie kwam.
Davies verliet Manchester United nadat haar contract afliep in de zomer van 2024. Ze keerde terug bij Manchester City in juli 2024. Om speelminuten te kunnen maken ging ze een nieuwe verhuurbeurt aan bij Liverpool Feds diezelfde maand. Op 15 december 2024 maakte Davies voor het eerst deel uit van de selectie van de hoofdmacht van Manchester City in een wedstrijd tegen Everton FC.

## Interlandcarrière
Davies werd door interim-bondscoach Jon Grey voor het eerst opgeroepen voor de Welshe nationale ploeg voor een vriendschappelijke overwinning op Ierland. Nieuwe bondscoach Rhian Wilkinson riep Davies opnieuw op tijdens de kwalificatiereeks voor het EK 2025. Ze maakte haar debuut op 9 april 2024 door in de 77ste minuut in te vallen voor Josie Green in een 6-0 overwinning op Kosovo in Podujevë. Davies kwam tijdens de kwalificatiereeks nog twee wedstrijden in actie.